# Villa Malta (Köln)

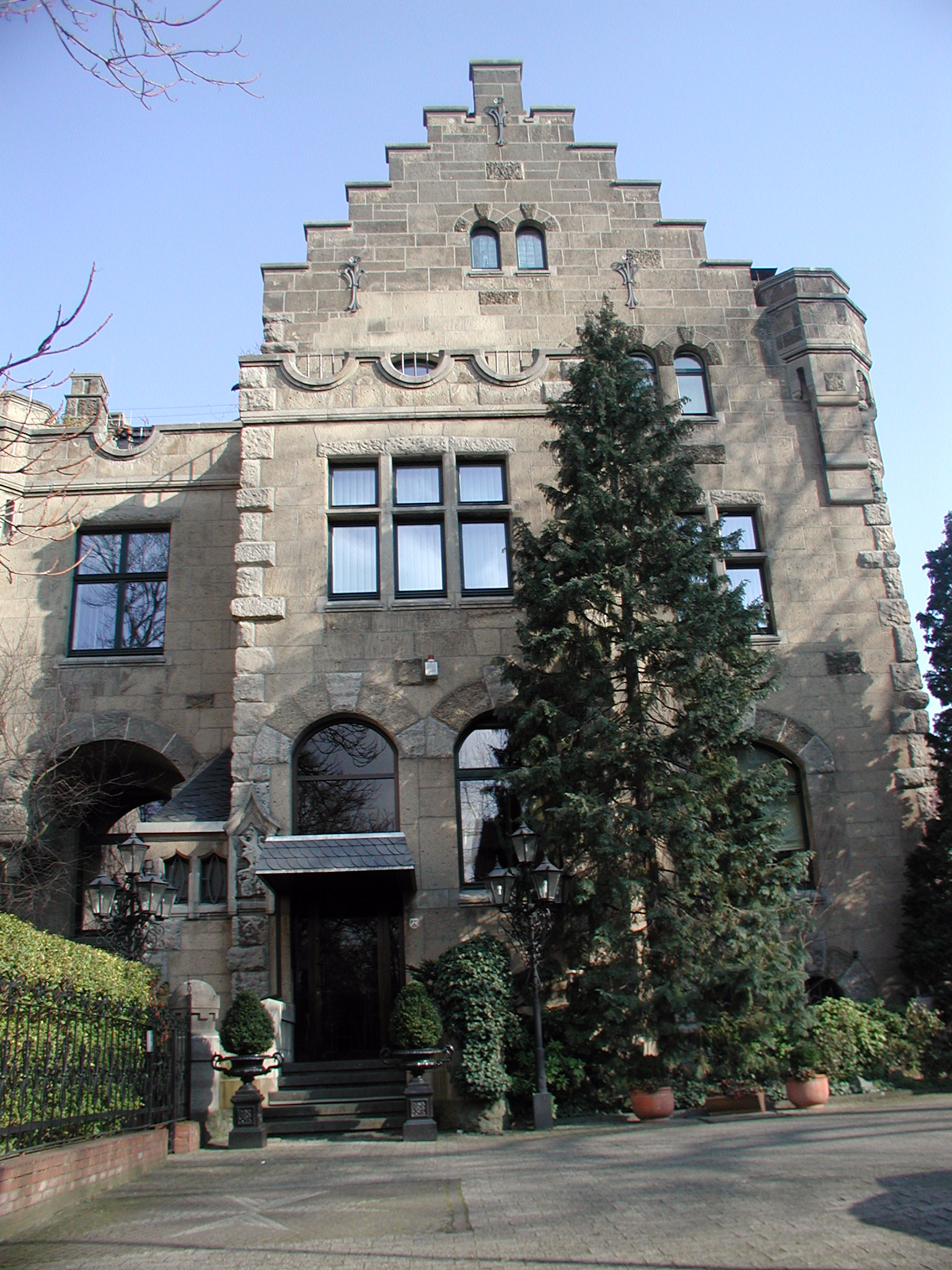
Villa Malta (2007)

Die Villa Malta ist eine burgähnliche Villa im Kölner Stadtteil Rodenkirchen, die 1904/05 errichtet wurde. Sie liegt an ortsbildprägender Position unmittelbar oberhalb des Rheinufers (Rodenkirchener Leinpfad) an der Hauptstraße (Hausnummer 11). Die Villa steht als Baudenkmal unter Denkmalschutz.

## Geschichte
Die Villa entstand 1904/05 unter dem Namen „Villa Antonia“ für den Bauherrn Eduard Steisel, damaliger Bürgermeister der Gemeinde Rondorf (später „Rodenkirchen“), nach einem Entwurf des Architekturbüros Gebrüder (Fritz und Karl) Schauppmeyer. Steisels aus Belgien stammende Ehefrau Angonia trug maßgeblich zur Finanzierung des Bauvorhabens bei, sie war sowohl Anlass für die Namensgebung als auch die konkrete Gestaltung der Villa. Ursprünglich verfügte diese über einen symbolischen Burggraben. Ende des Jahres 1919 erwarb der Fabrikant Heinrich Rodenkirchen das Anwesen von Steisel.
Spätestens nach dem Zweiten Weltkrieg wurde das Haus in „Villa Maria“ umbenannt. Nach 1963 war hier das seinerzeit gegründete Institut für angewandte Arbeitswissenschaft ansässig, bevor die Villa mehrere Jahre leer stand. 1971 ging sie in den Besitz des Malteserordens über, der ihr den heutigen Namen verlieh. Im Zusammenhang mit der neuen Nutzung der Villa entstand an Stelle des Burggrabens ein Parkplatz. Nachdem auch der Malteserorden seinen Standort in der Villa 1985 aufgegeben hatte, wurde sie ab 1986 in Eigentumswohnungen aufgeteilt und umgebaut. Die Eintragung des Gebäudes in die Denkmalliste der Stadt Köln erfolgte am 22. Oktober 1986.

## Architektur
Die Villa lässt sich stilistisch dem Jugendstil zuordnen, der hier auf eine mittelalterliche Formensprache zurückgreift. Die in die Gestaltung der Villa einfließende belgische Herkunft der Ehefrau des Bauherrn findet sich vor allem in einem markanten Turm wieder, der teilweise dem Belfried der Tuchhallen in Ypern nachempfunden ist. An der Rheinfront des Turms ist in großen Buchstaben der Name der Villa angebracht. Zu den Besonderheiten der Innenraumgestaltung gehört eine Galerie im Obergeschoss, die nach Vorbild griechischer Tempel Säulen und Metope der dorischen Ordnung sowie antike Motive umfasst.